# 3465 Тревір
3465 Тревір (3465 Trevires) — астероїд головного поясу, відкритий 20 вересня 1984 року.
Тіссеранів параметр щодо Юпітера — 3,573.